# Apanteles risbeci
Apanteles risbeci är en stekelart som beskrevs av De Saeger 1942. Apanteles risbeci ingår i släktet Apanteles och familjen bracksteklar. Inga underarter finns listade i Catalogue of Life.